# Morfizem
Morfizem (včasih tudi homomorfizem) je v matematiki abstrakcija, ki jo dobimo iz preslikave, ki ohranja strukturo dveh matematičnih struktur

## Definicija
Kategorije sestavljata dva razreda. Prvi razred so objekti, drugi pa morfizmi. 
Nad vsakim morfizmom sta definirani dve operaciji: domena funkcije (izvor) in kodomena (cilj). Kadar ima morfizem {\displaystyle f\,} domeno {\displaystyle X\,} in kodomeno {\displaystyle Y\,}, lahko zapišemo {\displaystyle f:X\to Y\,}. S puščico smo označili smer od domene do kodomene. 
Za vsake tri objekte {\displaystyle X,Y,Z\,} med njimi obstoja binarna operacija tako, da velja 
{\displaystyle \operatorname {h} om(X,Y)\times \operatorname {h} om(Y,Z)\to \operatorname {h} om(X,Z)\,}. Imenuje se kompozitum. Kompozituma {\displaystyle f:X\to Y\,} in {\displaystyle g:Y\to Z\,} zapišemo kot
{\displaystyle g\circ f\,}. Kompozitum morfizmov pogosto opišemo s pomočjo komutativnega diagrama.
Morfizem zadošča dvema aksiomoma.
- identičnost: Za vsak objekt {\displaystyle X\,} obstoja takšen morfizem {\displaystyle \operatorname {i} d_{X}:X\to X\,} (imenujemo ga morfizem identitete) tako, da za vsaki morfizem {\displaystyle f:A\to B\,} velja {\displaystyle \operatorname {i} d_{B}\circ f=f=f\circ \operatorname {i} d_{A}\,}.
- asociativnost: {\displaystyle h\circ (g\circ f)=(h\circ g)\circ f\,}.

Kadar je {\displaystyle C} konkretna kategorija je  morfizem identitete identična funkcija in kompozitum je običajni kompozitum funkcij.

## Zgledi
- v konkretnih kategorijah, ki jih proučuje univerzalna algebra, se morfizmi imenujejo homomorfizmi.
- v kategoriji topoloških prostorov so morfizmi zvezne funkcije, izomorfizem pa se imenuje homeomorfizem.
- v kategoriji gladkih mnogoterosti so morfizmi gladke funkcije, izomorfizmi pa se imenujejo difeomorfizmi.
- v kategoriji malih kategorij se funktor obravnava kot morfizem
- v kategoriji funktorjev se morfizmi obravnavajo kot naravne transformacije.